# The Rainy Day
The Rainy Day è un cortometraggio muto del 1915 diretto da George Terwilliger.

## Produzione
Il film fu prodotto dalla Lubin Manufacturing Company.

## Distribuzione
Distribuito dalla General Film Company, il film - un cortometraggio in due bobine - uscì nelle sale statunitensi il 17 febbraio 1915.